# Francesc Magrinyà Solé
Francesc Magrinyà Solé (Reus, 1883 - ? segle XX) va ser tipògraf i periodista.
El biògraf reusenc Josep Olesti dona algunes dades de la seva vida. Va treballar molts anys a la impremta del diari possibilista Las Circunstancias, on quasi feia de director. Quan finalment en va ser director, va tenir enfrontaments personals amb periodistes d'altres publicacions reusenques. Entre el 1906 i el 1909 i després el 1922 va col·laborar al diari republicà catalanista Foment. Va col·laborar també als setmanaris modernistes Foc Nou (1910-1911) i El Rossinyol (1908), que va dirigir. Va participar en diversos certàmens de poesia, i n'obtingué premis. Va ser funcionari municipal i treballà al Museu de Reus en la seva fase de formació durant la República. Es desconeix la data i el lloc de la seva mort.